# Town and gown

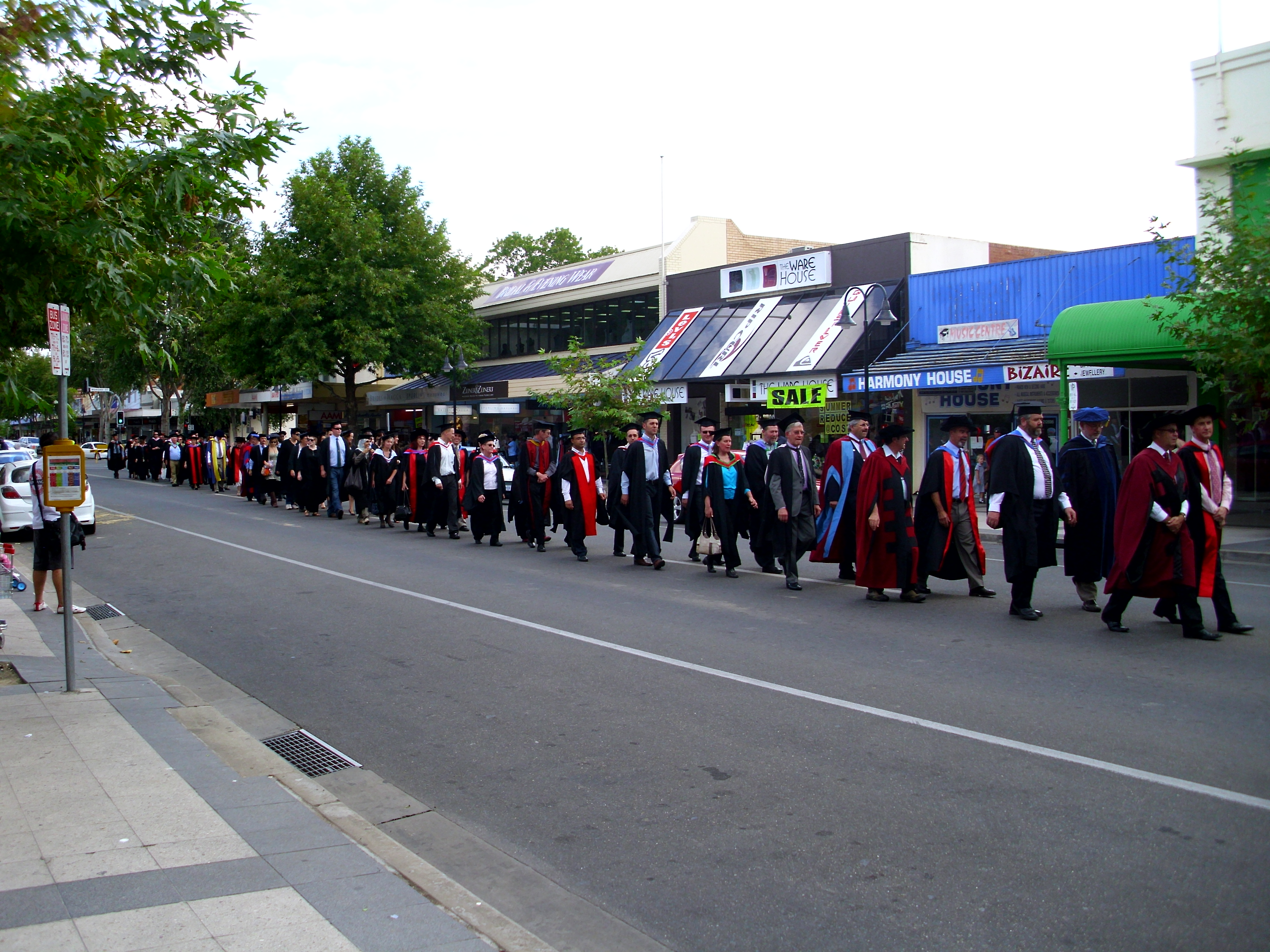
Een cortège van academici in gewaad door de straten van het Australische stadje Wagga Wagga, waar een campus van de Charles Sturt-universiteit is gevestigd

Town and gown is een Engels begrip voor twee verschillende gemeenschappen in universiteitssteden: enerzijds de burgers die er permanent wonen (town, dorp/stad) en anderzijds de universitaire studenten en docenten (gown, toga). De term stamt uit Britse universiteitssteden in de middeleeuwen, zoals Oxford en Cambridge, waar de belangen van beide gemeenschappen weleens tegenstrijdig waren. Het begrip town and gown wordt soms nog gebruikt om moderne universiteitssteden aan te duiden.